# Józef Kwiatkowski (piłkarz)
Józef Kwiatkowski (ur. 30 listopada 1950) – polski piłkarz, reprezentant kraju, trener.
W barwach Śląska w 1977 zdobył mistrzostwo Polski, a w 1976 Puchar Polski.

## Mecze w Reprezentacji Polski
| l.p. | Data                 | Miejsce        | Przeciwnik        | Rezultat | Rozgrywki  | Grał   | Uwagi |
| ---- | -------------------- | -------------- | ----------------- | -------- | ---------- | ------ | ----- |
| 1.   | 13 kwietnia 1974     | Port-au-Prince | Haiti             | 1-2      | towarzyski | 90'    |       |
| 2.   | 15 kwietnia 1974     | Port-au-Prince | Haiti             | 3-1      | towarzyski | 90'    |       |
| 3.   | 31 października 1974 | Warszawa       | Kanada            | 2-0      | towarzyski | 90'    |       |
| 4.   | 26 marca 1975        | Poznań         | Stany Zjednoczone | 7-0      | towarzyski | od 46' |       |
| 5.   | 28 maja 1975         | Halle          | NRD               | 2-1      | towarzyski | od 46' |       |
| 6.   | 6 lipca 1975         | Montreal       | Kanada            | 8-1      | towarzyski | do 45' |       |
| 7.   | 9 lipca 1975         | Toronto        | Kanada            | 4-1      | towarzyski | 90'    | Gol   |